# Leptocaris stromatolicolus
Leptocaris stromatolicolus is een eenoogkreeftjessoort uit de familie van de Darcythompsoniidae. De wetenschappelijke naam van de soort is voor het eerst geldig gepubliceerd in 1990 door Zamudio-Valdés & Reid.